# Chalermsak Aukkee
Chalermsak Aukkee (tiếng Thái: เฉลิมศักดิ์ อักขี, sinh ngày 25 tháng 8 năm 1994), còn được biết với tên đơn giản "Duck" (tiếng Thái: เป็ด). Anh là một cầu thủ bóng đá từ Băng Cốc, Thái Lan. Hiện tại anh thi đấu cho Port ở Giải bóng đá Ngoại hạng Thái Lan.